# Врполє (Шибеник)
Врполє (хорв. Vrpolje) — населений пункт у Хорватії, у Шибеницько-Книнській жупанії у складі міста Шибеник.

## Населення
Населення за даними перепису 2011 року становило 776 осіб.
Динаміка чисельності населення поселення:

## Клімат
Середня річна температура становить 14,81 °C, середня максимальна – 28,83 °C, а середня мінімальна – 1,24 °C. Середня річна кількість опадів – 739 мм.
| Клімат поселення                              | Клімат поселення | Клімат поселення | Клімат поселення | Клімат поселення | Клімат поселення | Клімат поселення | Клімат поселення | Клімат поселення | Клімат поселення | Клімат поселення | Клімат поселення | Клімат поселення | Клімат поселення |
| Показник                                      | Січ.             | Лют.             | Бер.             | Квіт.            | Трав.            | Черв.            | Лип.             | Серп.            | Вер.             | Жовт.            | Лист.            | Груд.            |                  |
| Середній максимум, °C                         | 10,40            | 11,10            | 14,08            | 17,52            | 22,60            | 26,55            | 28,83            | 28,61            | 24,35            | 19,87            | 14,32            | 10,78            |                  |
| Середня температура, °C                       | 5,82             | 6,52             | 9,50             | 12,93            | 18,02            | 21,96            | 24,86            | 24,64            | 20,38            | 15,90            | 10,34            | 6,81             |                  |
| Середній мінімум, °C                          | 1,24             | 1,92             | 4,92             | 8,35             | 13,44            | 17,38            | 20,88            | 20,67            | 16,41            | 11,94            | 6,38             | 2,84             |                  |
| Норма опадів, мм                              | 67               | 57               | 63               | 66               | 51               | 50               | 27               | 42               | 70               | 78               | 91               | 77               |                  |
| Середньомісячна швидкість вітру, м/с          | 2.75             | 2.92             | 3.06             | 2.94             | 2.58             | 2.34             | 2.38             | 2.24             | 2.45             | 2.54             | 3.08             | 3.00             |                  |
| Середньомісячна сонячна радіація, кДж/м²·день | 5423             | 8183             | 11878            | 16527            | 20546            | 22971            | 24751            | 21600            | 16119            | 10388            | 5840             | 4597             |                  |
| --------------------------------------------- | ---------------- | ---------------- | ---------------- | ---------------- | ---------------- | ---------------- | ---------------- | ---------------- | ---------------- | ---------------- | ---------------- | ---------------- | ---------------- |
| Джерело:                                      |                  |                  |                  |                  |                  |                  |                  |                  |                  |                  |                  |                  |                  |